# أرخبيل زنجبار

أرخبيل زنجبار

يحتوي أرخبيل زنجبار (بالسواحلية: Funguvisiwa la Zanzibar)‏ على عدة جزر تقع على مقربة من ساحل شرق أفريقيا في المحيط الهندي. وبها جزيرتين رئيسيتين وتحيط بهما عدد من الجزر الصغيرة.

## قائمة جزر أرخبيل زنجبار

### الجزر الرئيسية
- جزيرة أنغوجا وهي الأكبر وتسمى عادة باسم جزيرة زنجبار.
- جزيرة بمبا ثاني أكبر جزيرة.

### ما يحيط بأنغوجا
- جزيرة باوي
- جزيرة تشانجو (السجن)
- جزيرة تشابواني (جريف)
- جزيرة تشومبي
- جزيرة دالوني
- جزيرة كوالي
- جزيرة ميوي
- جزيرة منيمبا
- جزيرة مصالي
- جزيرة موروغو
- جزيرة موانا وموانا
- جزيرة نياميمبي
- جزيرة نيانج
- جزيرة بانج
- جزيرة بوبو
- جزيرة بونغوم
- جزيرة سومي
- جزيرة تيلي
- تومباتو
- جزيرة أوكانجا
- جزيرة أوكومبي
- جزيرة عوزي
- جزيرة فوندوي

### ما يحيط بجزيرة بمبا
- جزيرة فوندو
- جزيرة فونزي
- جزيرة جومبي
- جزيرة كوجاني
- جزيرة كوكوتا
- جزيرة كواتا
- جزيرة ماكونجوي
- جزيرة ماتومبي ماكوبوا
- جزيرة ماتومبيني
- جزيرة مصالي
- جزيرة متانجاني (كوجي)
- جزيرة نجاو
- جزيرة بانزا
- جزيرة شاماني (كيويني)
- جزيرة يوفيني

## وصلات خارجية
- Surrounding Island Accommodation Information
- https://web.archive.org/web/20070523112114/http://zanzibar.net/index.php/cp/cm/cid/6/iid/19